# Nagy (családnév)
A Nagy vagy Nadj a leggyakoribb magyar családnév, 2018-ban 228 749 személy viselte. Már a 16. században is a legelterjedtebb volt a magyar nyelvterületeken. Külső tulajdonságra utaló név, az erős termetű, magas emberekre értették, de a népnyelv az idősebbekre is használta.

## Eredete, formái
A finnugor eredetű nagy melléknévből származik. Kettős névként is előfordul, például ha apa és fia is a Béla keresztnevet viseli, akkor a Kisbéla és Nagybéla becézéssel különböztetheti meg őket a környezetük. De vezetéknévként is előfordul egybe-, vagy akár különírt formában is: Nagypál, Nagygyörgy stb., vagy Nagy-György, Nagy-Pál formában. Névmagyarosítási céllal sok Grosz és Grósz, Grosszmann, Welky stb. nevű változtatta meg a nevét Nagyra.
Területi elterjedése egyenletes, Moldvában ritkább.